# جنزارة

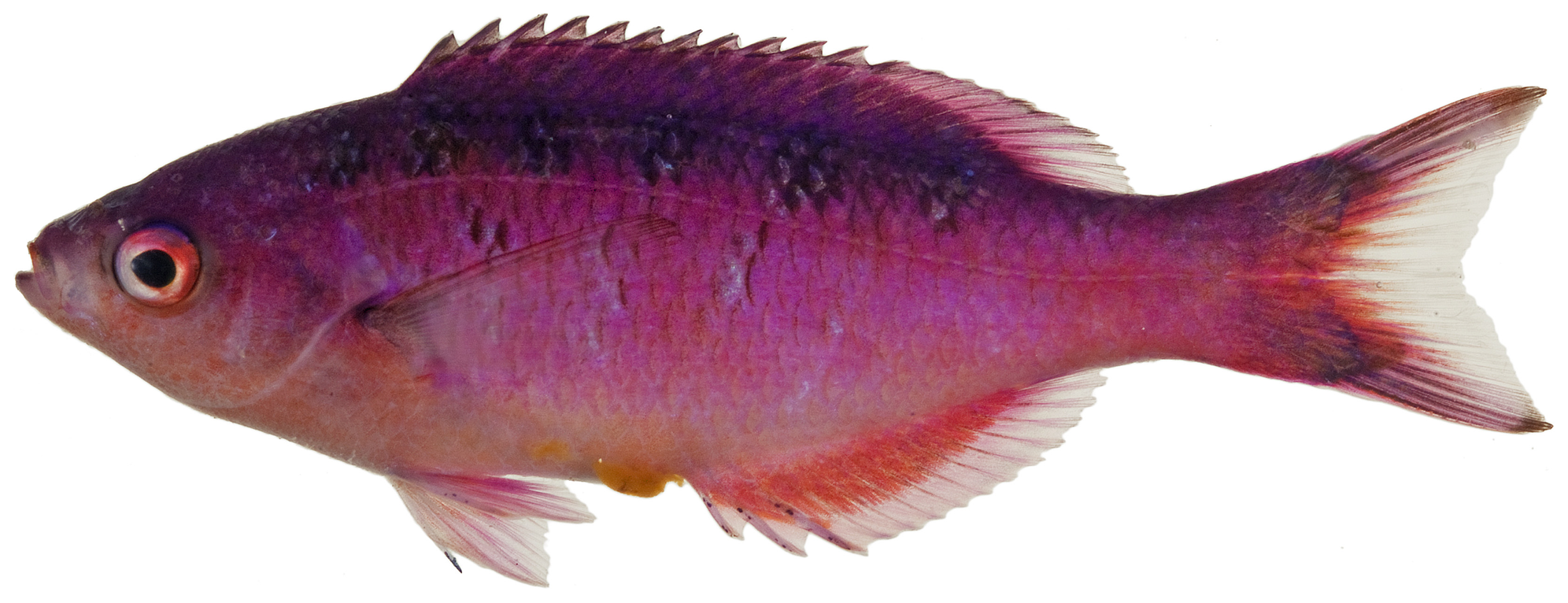

الجِنْزَارَة سمكة بحرية بيوض من شائكات الزعانف وفصيلة الكيدميات موطنها شاسع الأطراف يمتد من المحيط الهندي إلى الهادي. تألف الأغوار القريبة من المجادح. ملجنها الحياتي جماعي. جماعاتها قليلة العدد. جسمها إهليلجي الشكل، معتدل التبطيط يطول نحو 25 سم. رأسها خذروفي الشكل قصير الخطم صغير الشدق. عيناها صغيرتان ماسحتان. زعنفتها الظهرية مستطيلة ناشزة المؤخر. زعنفتها الذيليلة فارقة هلالية الشكل. ظهرها والقسم الأعلى من جانبيها إلى الحمرة الأرجوانية، القسم الأسفل من جانبيها وبطنها إلى البرتقالي. لحمها جيد الصنف مرغوب فيه.